# Фудбалска матрица (књига)
Фудбалска матрица је књига из 2009. године немачког фудбалског новинара Кристофа Бирмана. Српско издање књиге објавила је издавачка кућа Лагуна 2011. године у преводу Милутина Станисаваца.

## О аутору
Кристоф Бирман (1960) је немачки фудбалски новинар најбољег који је објавио бројне књиге на фудбалске теме, међу којима су: Ако ти сахрана буде у среду, не могу ти доћи; Лопта је округла да би се игра окренула (са Улрихом Фуксом), Дани када сам јахао први; Из оштрог угла (са Марселом Рајфом); Скоро све о фудбалу; Немачка. Летња бајка (са Зенке Вортман); Како сам једанпут заборавио да мрзим Шалке; Фудбалска матрица.

## О књизи
Фудбалска матрица је књига која читаоца води у свет науке о фудбалу. На њеним страницама можемо прочитати о томе како тренер Феликс Магат фудбал пореди са шахом, Лионел Меси говори о фудбалским компјутерским игрицама, један енглески економиста трага за могућностима предвиђања исхода игре, а у Милану покушавају да пронађу начин како да играчи избегну повреде. Можемо сазнати и зашто је истинска фудбалска уметност офанзивна игра и како се она најбоље учи. Кристоф Бирман објашњава како се изводе једанаестерци, зашто је због „правила три бода“ фудбал постао дефанзиван. Даље, и како клубови могу да избегну грубе грешке у трансферу играча.
Иако је фудбал једноставна игра, последњих година постао је бржи, узбудљивији и захтевнији, а најновија достигнућа фудбалског умећа понекад изгледају као нешто немогуће. Могућности фудбала су неисцрпне, те је све више предмет најразличитијих истраживања, па је тако Кристоф Бирман у потрази за савршеном игром створио ову необичну књигу о фудбалу.